# Jan van der Meij (Musiker)

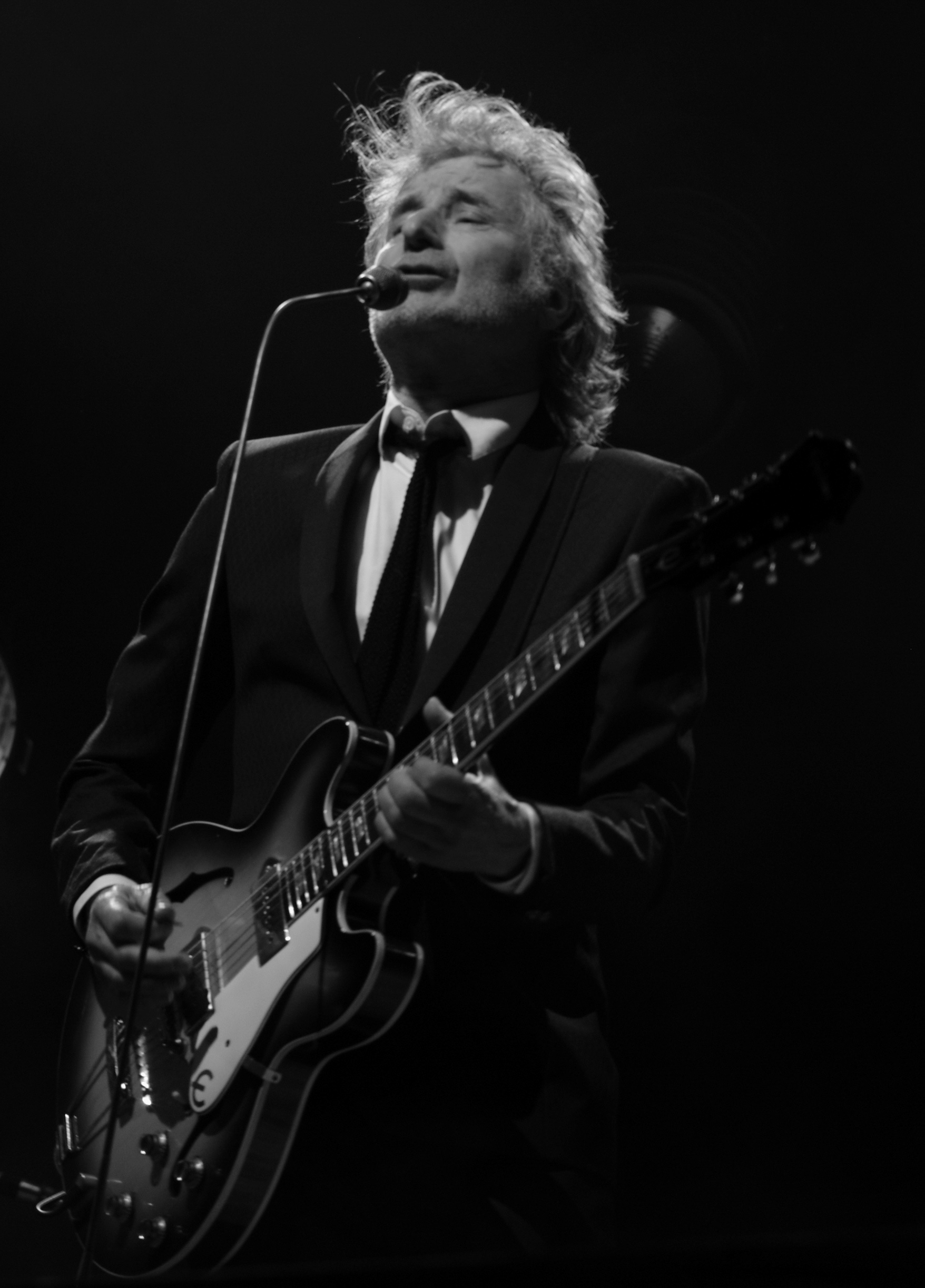
Jan van der Meij, 2022

Jan van der Meij (* 6. Juni 1955 in Amsterdam) ist ein niederländischer Gitarrist und Sänger.

## Werdegang
Van der Meijs Vater war Trompeter in einer Hobbyband und spielte daneben auch Gitarre. Als Jan etwa sechs oder sieben Jahre alt war, entdeckte er im Haus Notenhefte mit Liedern, die man am Lagerfeuer spielen konnte, mit zusätzlich notierten Gitarrenakkorden. Damit machte er – zusammen mit seinem Vater an der Trompete – seine ersten musikalischen Schritte als Gitarrist.
Während seiner Schulzeit spielte er mit Freunden im Playback zu Beatles-Songs von der Schallplatte auf selbst gebauten bzw. zweckentfremdeten „Instrumenten“. Nach Abschluss der Schule im Jahr 1973 entschied er sich, Musik zu studieren. Da van der Meij bereits länger keinen regulären Gitarrenunterricht mehr hatte, fiel die Aufnahmeprüfung für klassische Gitarre nicht zufriedenstellend aus, sodass er zunächst für ein Jahr am Amsterdamer Konservatorium auf die nächste Aufnahmeprüfung vorbereitet wurde und dann von 1974 bis 1977 dort studierte. Während dieser Zeit kam er in Kontakt mit der niederländischen Band Vitesse.

## Vitesse
Van der Meij war oftmals bei Konzerten der Gruppe zugegen, wobei ihm auffiel, dass die Band sehr häufig die Gitarristen wechselte. Er rief Herman van Boeyen (Schlagzeuger und – neben Herman Brood – Mitbegründer von Vitesse) an und bot ihm seine Mitwirkung als dauerhafter Gitarrist an. Ein halbes Jahr später stieg van der Meij tatsächlich bei Vitesse ein, was dazu führte, dass er aufgrund der zahlreichen Auftritte mit Vitesse sein Musikstudium nicht mehr fortsetzen konnte. Der Musikstil von Vitesse war stark von Herman Brood beeinflusst. Dieser Stil änderte sich allerdings nach dem Ausstieg von Brood zu dem einer reinen Gitarren-Rockband mit zum Teil funkigen Einflüssen.
Die Gruppe hatte bereits 1975 ihr Debütalbum Vitesse veröffentlicht und war dementsprechend viel unterwegs. 1977 erschien das zweite Album Rendez Vous, auf dem van der Meij, erst ein halbes Jahr in der Band, bereits auch als Komponist und Texter mitwirkte. Das vierte Album Rock-Invader enthielt u. a. den Song Rock and Roll Band, geschrieben und gesungen von van der Meij, der es damit in die Single-Charts schaffte (vier Wochen, höchste Notierung Platz 29). 1980 erschien das letzte Vitesse-Album mit van der Meij mit dem Titel Live. Aufgrund von Meinungsverschiedenheiten mit Herman van Boeyen über dessen Führungsstil der Gruppe verließen van der Meij und der Vitesse-Bassist Peter van Straten die Band.

## Powerplay
Zusammen mit dem Schlagzeuger Leon Klaasse gründeten die beiden Ex-Vitesse-Musiker ihre neue Band Powerplay. Die Band spielte u. a. im Vorprogramm von Golden Earring und U2. Im Laufe der nächsten Jahre gab es bei Powerplay viele Besetzungswechsel.
In den späten 1990er Jahren wurde es für einige Zeit ruhig um Powerplay. In dieser Zeit arbeitete van der Meij unter anderem mit der niederländischen Sängerin Frédérique Spigt als Gitarrist, aber auch als Co-Songwriter an ihren Alben von 1996 bis 2014 mit.
Ab 2002 trat Powerplay wieder auf. Parallel dazu arbeitete van der Meij auch mit dem niederländischen Sänger, Komponisten und Texter Jan Rot zusammen, unter anderem am Album An + Jan mit der niederländischen Musikerin Marjolein Meijers.

## The Analogues
2014 wurde van der Meij vom Bassisten Bart van Poppel (Ex-Tambourine) angerufen, der dabei war eine Formation zu gründen, die es sich zur Aufgabe gemacht hatte, sämtliche Studio-Alben der Beatles der späten 1960er Jahre live zu präsentieren. Da van der Meij auch recht hoch singen konnte, war er wie geschaffen für die Rolle des Paul McCartney bei dieser neuen Beatles-Tribut-Band, die sich The Analogues nannte.
2018 musste van der Meij die Band während der Aufnahmen zum Weißen Album aufgrund von Tinnitus und damit verbundenen Hörproblemen überraschend verlassen. Eine Teilnahme an der späteren Tournee war damit nicht möglich.